# Nicippe tumida
Nicippe tumida is een vlokreeftensoort uit de familie van de Pardaliscidae. De wetenschappelijke naam van de soort is voor het eerst geldig gepubliceerd in 1859 door Bruzelius.